# Rapala testa
Rapala testa är en fjärilsart som beskrevs av Swinhoe 1897. Rapala testa ingår i släktet Rapala och familjen juvelvingar. Inga underarter finns listade.